# Socialisme budista
Es coneix com a socialisme budista a una combinació de les filosofies budista i socialista. Entre els qui han estat descrits com a socialistes budistes s'inclou a figures com el monjo tailandès Buddhadasa, el líder del moviment pels drets Dalit B.R. Ambedkar, el primer ministre de Sri Lanka Solomon Bandaranaike, el poeta coreà Han Yong-un, el primer ministre de Birmània U Nu, el rei de Cambodja Norodom Sihanouk i el 14.º Dalai Lama.
Tant el budisme com el socialisme busquen una fi del sofriment humà, així com posar fi a l'egoisme. Buddhadasa va encunyar la frase de "socialisme dhàrmic" assegurant que el socialisme és l'estat natural de les coses:
| « | Mire als ocells: veiem que mengen només la quantitat de menjar que els seus estómacs poden contenir. No poden prendre més que això; No tenen graners. Mire cap avall a les formigues i insectes: això és tot el que poden fer. Mire els arbres: els arbres beuen només la quantitat d'aliment i aigua que el tronc pot contenir, i no poden absorbir més que això. Per tant, un sistema en el qual les persones no poden envair els drets dels altres o saquejar les seues possessions està d'acord amb la naturalesa i ocorre naturalment, i així és com s'ha convertit en una societat que continua sent una, fins que els arbres es tornen abundants, els animals es tornen abundants i eventualment els éssers humans es van fer abundants en el món. La llibertat d'acaparar estava estrictament controlada per la naturalesa en forma de socialisme natural. | » |

Han Young-un per la seua banda va assegurar:
| « | Recentment estic planejant escriure sobre el socialisme budista. Igual que existeix el socialisme cristià com un sistema d'idees en el cristianisme, també ha d'haver-hi socialisme budista en el budisme. | » |